# Nko
Nko är ett vattendrag i Kongo-Kinshasa, ett biflöde till Kwilu. Det rinner genom provinsen Kwilu, i den västra delen av landet, 400 km öster om huvudstaden Kinshasa.